# 高山吊石苣苔
高山吊石苣苔（学名：Lysionotus montanus），为苦苣苔科吊石苣苔属下的一个种。

## 扩展阅读
維基物種上的相關：高山吊石苣苔